# Pavel Černý (calciatore 1985)
Pavel Černý (Nové Město nad Metují, 28 gennaio 1985) è un calciatore ceco, attaccante del Chrudim in prestito dal Pardubice.

## Carriera
Ha giocato nella prima divisione ceca.

## Palmarès

### Club

#### Competizioni nazionali
- Fotbalová národní liga: 1

Pardubice: 2019-2020